# 门格斯蒂布·特斯法马里亚姆
门格斯蒂布·特斯法马里亚姆（Menghesteab Tesfamariam；1948年12月24日—）是厄立特里亞籍天主教厄立特里亞禮天主教阿斯馬拉都主教兼厄立特里亞禮天主教會領袖。

## 生平
门格斯蒂布生於1948年12月24日，厄立特里亞Berakit。他於1979年2月18日晉鐸。2001年9月16日晉牧，並被時任教宗若望·保祿二世任命為埃塞俄比亞禮阿斯馬拉教區主教。
2015年1月19日，教宗方濟各將厄立特里亞的四個衣索比亞禮教區從衣索比亞禮天主教會中分出，並組成厄立特里亞禮天主教會。厄立特里亞禮教會因此被升格為自治教會，而阿斯馬拉教區並升格為都主教區，门格斯蒂布也成為首任都主教。